# 가문비나무속
가문비나무속(학명: Picea 피케아[*])은 소나무과 가문비나무아과(학명: Piceoideae 피케오이데아이[*])에 속하는 유일한 속이다. 가문비나무속은 큰키나무이며, 나무가 성숙했을 때의 수고는 약 20~60미터에 달하며, 가지와 솔방울(한국 한자: 毬果 구과)가 모여난다. 북위도 온대 또는 한대 지역에 분포한다.

## 특징
가문비나무가 속하는 가문비나무속 식물은 전 세계에 약 50종이 있다. 이들은 구과를 만드는 식물 중에서는 전나무에 가장 가까운데, 전나무 구과가 위로 곧추서는 반면에 가문비나무의 구과는 아래로 처지는 점이 특징이다. 또한, 잔가지에는 전나무에 없는 목질성 돌기들이 있고, 여기에 바늘잎이 달린다. 가문비나무속 식물들은 대부분 원추형을 이루며 자란다. 가문비나무속이 가문비나무과의 다른 속들과 구별되는 것은 가지에 있는 말뚝 모양의 소형 상록성 구조(엽침 또는 소병자)에 4면으로 단독으로 붙어 있는 침엽(잎)과 수분된 후 아래로 늘어진 (포린이 돌출되지 않은) 구과이다. 침엽은 가지가 생긴 지 4~10년이 되면 벗겨지고 이가 나 거칠어진다. 비슷한 다른 속에서는 가지가 상당히 매끄럽다.

## 생태
가문비나무는 보통 산자락 모퉁이에서 많이 자라고, 낮은 곳에서는 좀처럼 눈에 띄지 않는다.
가문비나무속은 가문비나무잎말이나방(eastern spruce budworm) 같은 나비목 곤충의 먹이식물이다. 또, 아델게스속 깍지벌레(Adelges) 충영의 재료 겸 먹이로 잎과 구과가 쓰이기도 한다. 
2016년 스웨덴 서부 산맥에서 과학자들은 살아있는 수종 중 세상에서 가장 장수한 것으로 추정되는 '올드 티코'(Old Tikko)라는 별명을 가진 독일가문비나무를 발견했는데, 수령이 무려 9,550년에 달한다.

## 종
- 가문비나무 P. jezoensis (Siebold & Zucc.) Carrière
  - 혼도가문비나무 P. jezoensis subsp. hondoensis (Mayr) P. A. Schmidt
  - P. jezoensis var. komarovii (V. N. Vassil.) W. C. Cheng & L. K. Fu
- 검은가문비나무 P. mariana (Mill.) Britton et al.
- 글라우카가문비나무 P. glauca (Moench) Voss
- 글렌가문비나무 P. glehnii (F. Schmidt) Mast.
- 대만가문비나무 P. morrisonicola Hayata
- 독일가문비나무 P. abies (L.) H. Karst.
- 브루어가문비나무 P. breweriana S. Watson
- 사전트가문비나무 P. brachytyla (Franch.) E. Pritz.
- 세르비아가문비나무 P. omorika (Pančić) Purk.
- 소산가문비나무 P. koyamae Shiras.
- 슈렌크가문비나무 P. schrenkiana Fisch. & C. A. Mey.
  - P. schrenkiana subsp. tianschanica (Rupr.) Bykov
- 시킴가문비나무 P. spinulosa (Griff.) A. Henry
- 시트카가문비나무 P. sitchensis (Bong.) Carrière
- 엥겔만가문비나무 P. engelmannii Engelm.
  - P. engelmannii var. mexicana (Martínez) Silba
- 여강가문비나무 P. likiangensis (Franch.) E. Pritz.
  - 몬티게나가문비나무 P. likiangensis var. montigena (Mast.) W. C. Cheng
  - 붉은여강가문비나무 P. likiangensis var. rubescens Rehder & E. H. Wilson
  - P. likiangensis var. hirtella (Rehder & E. H. Wilson) W. C. Cheng
  - P. likiangensis var. linzhiensis W. C. Cheng & L. K. Fu
- 오리엔탈가문비나무 P. orientalis (L.) Link
- 용가문비나무 P. asperata Mast.
- 윌슨가문비나무 P. wilsonii Mast.
- 은청가문비나무 P. pungens Engelm.
- 일본가문비나무 P. alcoquiana (Veitch ex Lindl.) Carrière
  - P. alcoquiana var. acicularis (Maxim. ex Beissn.) Fitschen
  - P. alcoquiana var. reflexa (Shiras. & Koyama) Fitschen
- 일본좀가문비나무 P. maximowiczii Regel ex Carrière
- 자주가문비나무 P. purpurea Mast.
- 종비나무 P. koraiensis Nakai
  - 풍산가문비 P. koraiensis var. pungsanensis (Uyeki ex Nakai) Farjon
- 히말라야가문비나무 P. smithiana (Wall.) Boiss.
- P. chihuahuana Martínez
- P. crassifolia Kom.
- P. laxa (Ehrh.) Sarg.
- P. martinezii T. F. Patt.
- P. meyeri Rehder & E. H. Wilson
- P. neoveitchii Mast.
- P. obovata Ledeb.
  - P. obovata var. alpestris (Brügger) A. Henry
- P. polita (Siebold & Zucc.) Carrière
- P. rubens Sarg.
- P. × hurstii De Hurst
- P. × lutzii Little
- P. × mariorika Boom

1. ↑  Hart, G.T. (2018) Plants in Literature and Life: a wide-ranging dictionary of botanical terms. FriesenPress. ISBN 978-1770674417
2. ↑  Lovett Pinetum. “Pine Relatives”. 2022년 12월 21일에 원본 문서에서 보존된 문서. 2018년 8월 27일에 확인함.
3. ↑  “Swedish Spruce Is World's Oldest Tree: Scientific American Podcast”. 2008년 5월 27일. 2016년 8월 27일에 확인함.